# Phylidonyris novaehollandiae
El mielero de Nueva Holanda o pájaro azúcar de alas amarillas (Phylidonyris novaehollandiae) es una especie de ave paseriforme de la familia Meliphagidae encontrada en el sur de Australia. 

## Descripción
Fue una de las primeras aves descritas científicamente en Australia, nombrada inicialmente Certhia novaehollandiae por John Latham. Mide alrededor de dieciocho centímetros de largo y es principalmente negro, con iris blanco, mechones faciales blancos y amarillos en los márgenes de sus alas y las plumas cola. Es un ave muy activa y rara vez se posa lo suficiente como para verlo a detalle. Cuando siente el peligro cerca, como un ave de presa, se reúnen junto a otros mieleros para dar llamadas de advertencia. Ambos sexos son similares en apariencia, con la excepción de que las hembras son, en promedio, un poco más pequeñas. Las aves jóvenes (<1 año de edad) tienen coloración similar, pero tiene los ojos grises, la boca amarilla y «bigotes» cerca de las fosas nasales.

## Comportamiento y reproducción
El comportamiento reproductivo ha sido relativamente bien documentado. En Australia meridional y oriental, la cría comúnmente ocurre durante el otoño y la primavera, aunque algunas poblaciones costeras podrán reproducirse en cualquier época del año, dadas las condiciones adecuadas, incluyendo la comida y la ausencia de condiciones meteorológicas adversas. En Australia Occidental, se han observado reproducirse una vez al año, de julio a noviembre, cuando el néctar es abundante. Parecen ser un ave socialmente monógama y no hay indicios de cría cooperativa, pero esta observación aún no ha sido examinada genéticamente. En los territorios de cría, los machos pasan una gran parte de su tiempo defendiendo el nido y los recursos alimenticios, mientras que las hembras invierten gran parte de su tiempo en la labor reproductiva, incluyendo la construcción del nido, la incubación y la mayoría de los cuidados del pichón. Sin embargo, estos roles no son totalmente estrictos. También es común que las hembras utilicen los recursos alimenticios que se encuentran en las proximidades del nido, mientras que los machos se aventuran más lejos, hacia las afueras del territorio. Se alimentan principalmente de néctar, aunque una gran parte de su dieta también puede consistir en insectos.
Obtiene la mayoría de sus necesidades de carbohidratos a partir del néctar de las flores. En consecuencia, son polinizadores importantes de muchas especies de plantas con flores, muchas de las cuales son endémicas de Australia como Banksia, Hakea, Xanthorrhoea (Yacka), y Acacia. Además pueden consumir mielada, una secreción azucarada producida por los miembros de la familia Psyllidae. A pesar de su alimentación principalmente de néctar, no son estrictamente nectarívoros. El néctar no contiene proteínas, de modo que deben complementar su dieta con invertebrados como arañas y grillos que son ricos en proteínas. A veces se alimentan solos, pero por lo general se reúnen en grandes grupos.

## Subespecies
Actualmente hay cinco subespecies descritas de Phylidonyris novaehollandiae":
- P. n. novaehollandiae (Latham, 1790)– sureste de Australia continental;
- P. n. canescens (Latham, 1790)– Tasmania;
- P. n. campbelli (Matthews, 1923)– Isla Canguro, sur de Australia;
- P. n. longirostris (Gould, 1846)– oeste de Australia;
- P. n. caudatus (Salomonsen, 1966)– islas del estrecho de Bass.